# دای زینات
دای زینات یا دای زینیات همچنان با عنوان دای زینت نام یکی از قبیله‌های بزرگ مردمان هزاره است که در ولایت‌های بادغیس، غور و هرات و شرق دریای خزر سکونت دارند. این قبیله که از شاخه‌های دایزنگی است توسط نادرشاه افشار از مناطق مرکزی به شمال‌غربی افغانستان منتقل شدند تا مرزدار خراسان باشند. سردار محمد یوسف خان هزاره از افراد همین قبیله بودند. سردار حسین‌خان، یکی از بزرگان آنها، توسط ناصرالدین شاه به‌عنوان والی هرات منصوب شد. آنها در درعا آب کاکا، آب محرا و اطراف قلعه‌نو زندگی می‌کنند و مشهور به هزاره قلعه‌نو نیز می‌باشند.